# Waplewo Wielkie
Waplewo Wielkie (niem. Waplitz, Grosswaplitz) – osada w Polsce położona w województwie pomorskim, w powiecie sztumskim, w gminie Stary Targ. Należy do sołectwa Ramoty. Miejscowość położona jest na Pojezierzu Iławskim, na trasie Ramoty–Stary Targ.
W Waplewie Wielkim znajduje się pałac, w którym mieszczą się Muzeum Tradycji Szlacheckiej i Pomorski Ośrodek Kontaktów z Polonią. Jest tam także szkoła podstawowa i przedszkole im. Rodziny Sierakowskich, placówka Ochotniczej Straży Pożarnej, kościół, cmentarz, stadion oraz kilka sklepów. W Waplewie Wielkim ma siedzibę założony w 1950 klub piłkarski LKS Waplewo Wielkie. Istnieje tam też ośrodek wypoczynkowy „Gałęziaki” (mający siedzibę w Sztumie), który ma pod swoją opieką kilka jezior połowowych, kąpielisk, hotelik oraz pole namiotowe i kempingowe. 
W 2010 został wybudowany budynek, w którym mieści się świetlica z profesjonalną salą komputerową i siedziba OSP Waplewo Wielkie. Na terenie miejscowości działa ciepłownia na biomasę o mocy 3 MW, która dostarcza ciepło dla mieszkańców Waplewa Wielkiego. 24 września 2012 w miejscowości powstała Agencja Urzędu Pocztowego Poczty Polskiej.

## Historia

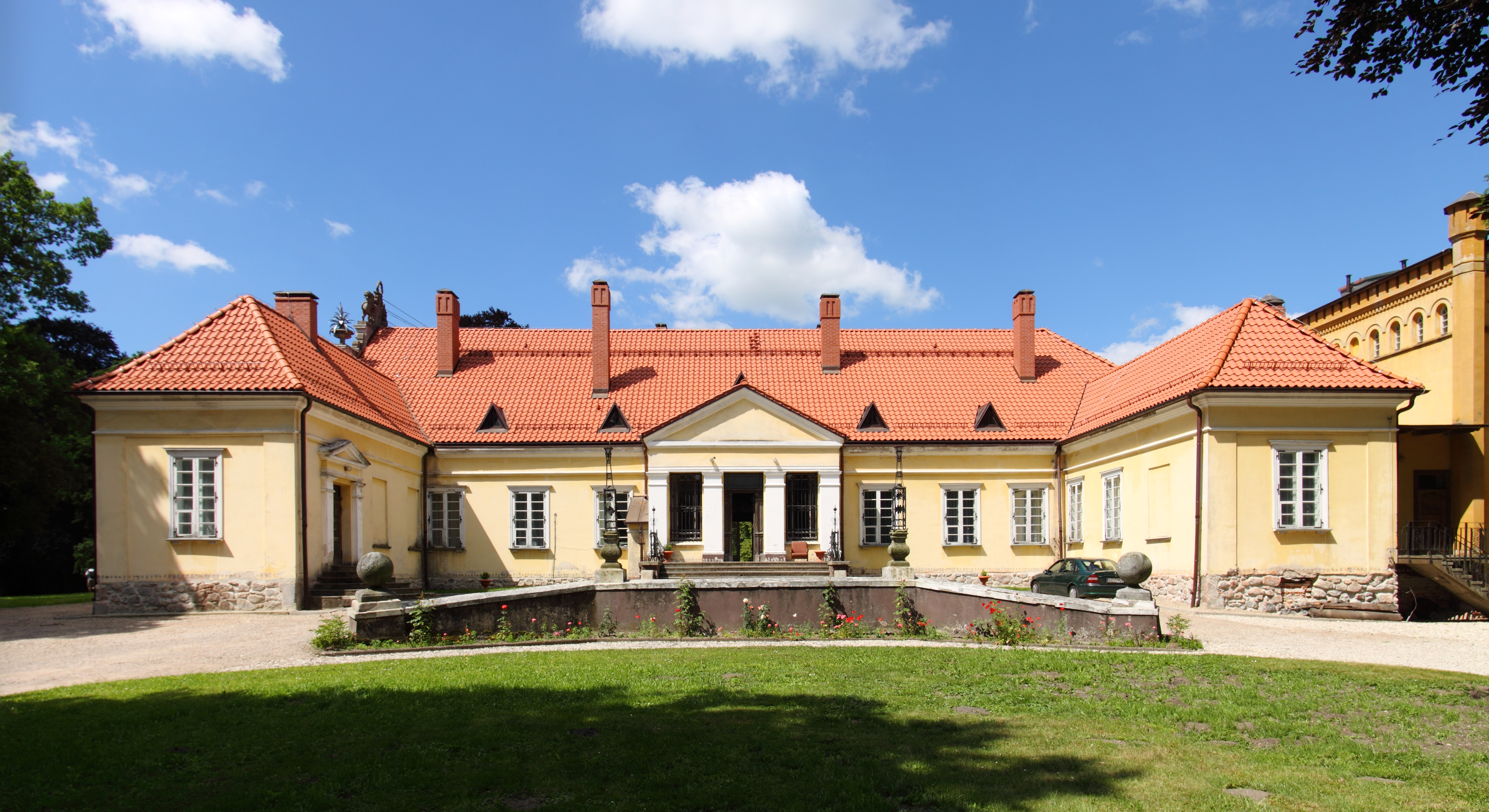
Pałac w Waplewie Wielkim

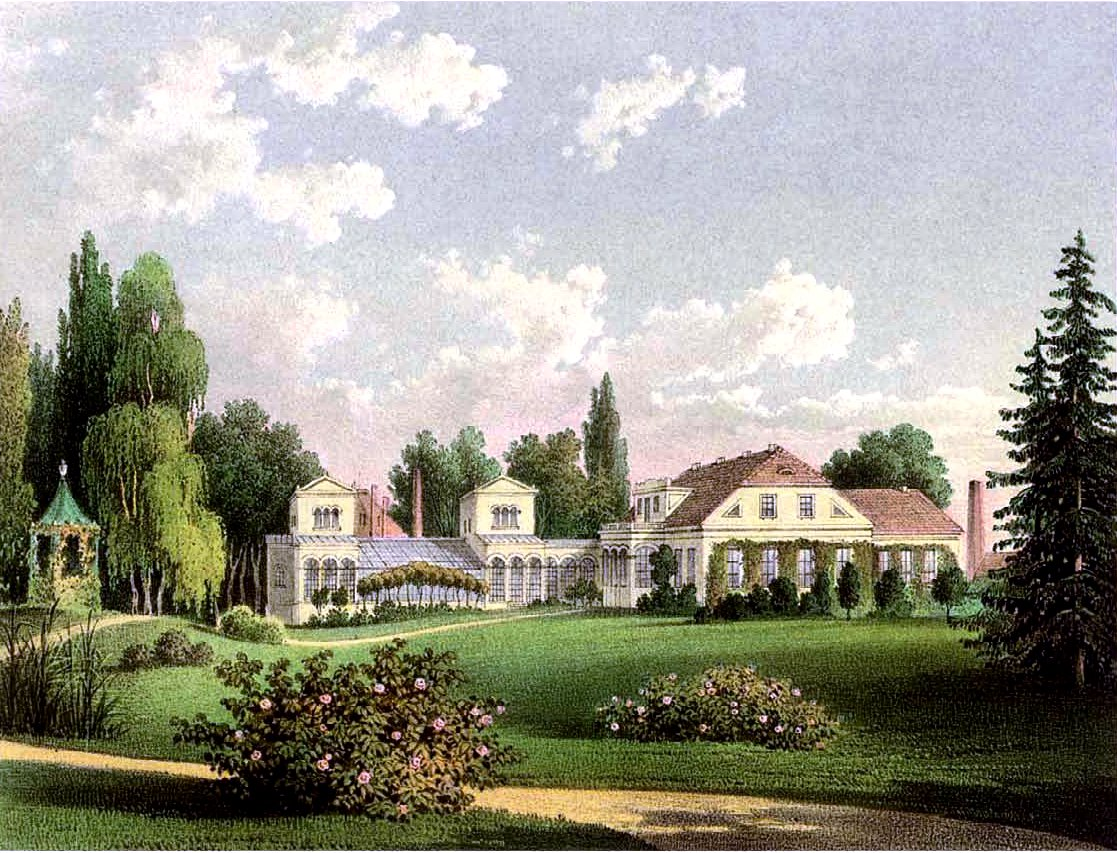
Gut Waplitz, Sammlung Duncker

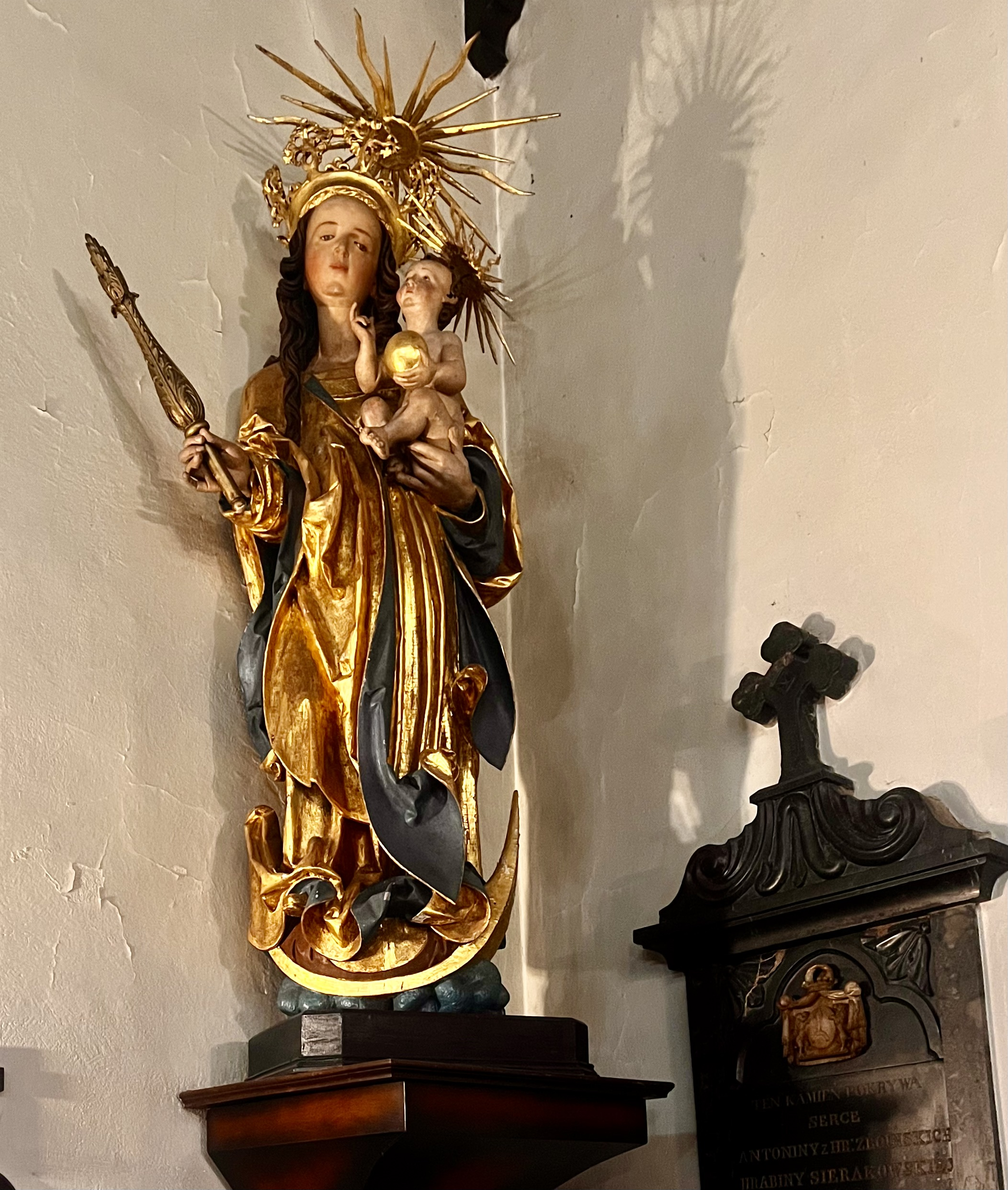
Figura Madonny z Dzieciątkiem z ok. 1516 roku

Na początku XIV wieku mistrz ziemski Conrad Sack nadał Prusowi Thessym „campum Wermeno” (teren późniejszego Cieszymowa), a także włości, które stanowiły majątek waplewski. W 1323 jego potomkowie Glabuno i Wappel otrzymali tę posiadłość od mistrza ziemskiego w Kiszporku Fryderyka Wildenberga na prawie chełmińskim. Nosiła ona wówczas nazwę Resginen (później wystąpiła również nazwa Resdinen). Późniejsza nazwa pochodzi od Wappela, który osiadł w tym miejscu. W 1376 pojawiła się nazwa Wapils, a w XV wieku Walpele, Woplyn, Wopplynn i Opolyn. W II połowie XV wieku dobra przeszły w posiadanie rodziny Rabe. W XVI wieku przejęli je Czemowie, a następnie Güldensternowie. 
W późnych latach XVI wieku występowała nazwa Waplisz, a w 1592 po raz pierwszy pojawiła się nazwa Waplewo. W 1641 wieś była jedną z miejscowości sprzedanych przez Niemojowskiego za cenę 78 tys. zł kasztelanowi gdańskiemu i wojewodzie parnawskiemu Janowi Zawadzkiemu herbu Rogala (spokrewnionemu z Wazami). Postawił on tam murowany dwór. Urodził się w nim poseł Kazimierz Zawadzki. Kolejnymi właścicielami dóbr byli Chełstowscy, Bagniewscy i od 1759 Sierakowscy herbu Ogończyk. 

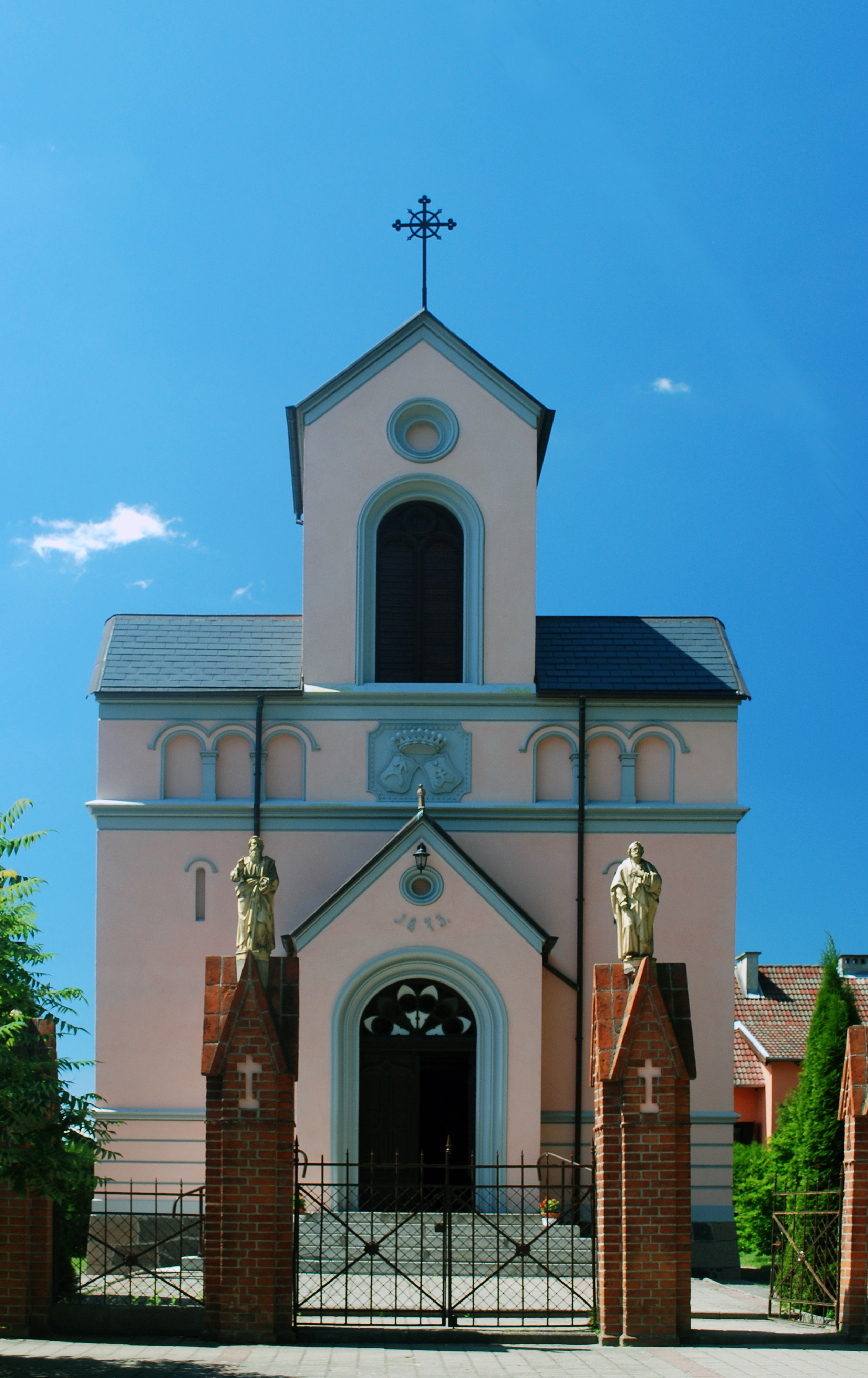
Kościół w Waplewie (dawna kaplica przypałacowa Sierakowskich)

Pod koniec XVIII wieku obok pałacu powstał park angielski w stylu krajobrazowym, posiadający szpaler lipowy na przedłużeniu osi dworu. W 1827 gościł tam Fryderyk Chopin, koncertując wraz z właścicielem wsi Antonim Sierakowskim. Będący od 1842 posiadaczem majątku hrabia Alfons Sierakowski rozbudował dwór. Zostały mu nadane cechy założenia pałacowego. Dwór stał się centrum życia kulturalnego i społecznego na Pomorzu, gościli w nim m.in. Jan Matejko, Józef Ignacy Kraszewski, Jan Kasprowicz, Oskar Kolberg czy Stefan Żeromski. Wewnątrz znalazły się liczne dzieła malarskie, a także zbiór broni z różnych stron świata. 
W 1873 w Waplewie Wielkim zbudowano kaplicę grobową, gdzie leżą ciała rodziny Sierakowskich (obecnie jest to kościół). Znajduje się w niej wiele cennych zabytków, m.in. późnogotycka rzeźba Madonny z Dzieciątkiem z ok. 1516 pochodząca pierwotnie z Bazyliki Mariackiej w Gdańsku, alabastrowy relief Zmartwychwstanie Chrystusa z Mechelen (XVI/XVII wiek, obecnie eksponowany w Sali Gdańskiej pałacu), barokowy ołtarz, figura św. Kazimierza z XVIII wieku oraz liczne epitafia Sierakowskich. 
Na przełomie XIX i XX wieku zarządcą majątku był hrabia Adam Sierakowski. Do waplewskiego majątku należały folwarki Rychendrysy (obecnie Andrzejewo należące do Moran), Tillendorf, Olszak i Waplewko. W samym Waplewie znajdowały się wówczas szkoła katolicka, szpital i gorzelnia parowa.  
Ostatnim właścicielem majątku był Stanisław Sierakowski (m.in. prezes Związku Polaków w Niemczech w latach 1922–1933 i poseł na sejm pruski w okresie 1921–1928), brutalnie zamordowany w październiku 1939 przez Niemców po tygodniu tortur wraz z żoną Heleną, córką Teresą i jej mężem Tadeuszem Gniazdowskim.  
Od 1933 majątkiem, z wyłączeniem pałacu i parku, władał Zbigniew Donimirski. 
Kolekcję obrazów, zabytkowe meble, porcelanę i fajanse (309 obiektów) wywiózł 27 października 1941 z Waplewa do Muzeum Miejskiego w Gdańsku ówczesny jego dyrektor Willi Drost. 
Pałac po wojnie był własnością PGR i Państwowego Ośrodka Hodowli Zarodowej. W miejsce PGR w 1994 powstał Ośrodek Hodowli Zarodowej Skarbu Państwa Waplewo, w 1996 przekształcony w Ośrodek Hodowli Zarodowej Waplewo Sp. z o.o., a następnie zlikwidowany. Pałac w listopadzie 2006 przeszedł w posiadanie Muzeum Narodowego w Gdańsku, które utworzyło tam Muzeum Tradycji Szlacheckiej. Mieści się tam też Pomorski Ośrodek Kontaktów z Polonią.
W latach 1945–1975 miejscowość administracyjnie należała do województwa gdańskiego, a w latach 1975–1998 do województwa elbląskiego. W 1990 (po wydzieleniu z parafii w Starym Targu) powstała parafia św. Maksymiliana Marii Kolbe w Waplewie Wielkim, należąca do dekanatu Dzierzgoń i diecezji elbląskiej.

## Zabudowa
Miejscowość była osadą folwarczną z wsią w typie ulicówki. Na południe od zespołu dworskiego znajdowały się czworaki. Układ ruralistyczny z początku XIV wieku został zachowany. Wzbogacony został o zespoły nieistniejącej już stacji kolejowej (biegnąca przez Waplewo Wielkie linia między Malborkiem a Małdytami powstała w 1893, połączenia zlikwidowano w 2000, kilka lat później tory zostały rozebrane). Oprócz pałacu (w którym znajduje się m.in. kominek z 1600) i kościoła wśród architektury zachowane zostały m.in. oficyna z przełomu XVIII i XIX wieku, altanka i oranżeria z połowy XIX wieku, gorzelnia z 1864, wieża ciśnień z 1893, kuźnia, stajnie, stodoły, kolumna i ogrodzenie wokół kościoła także z końcówki XIX wieku, czy też cmentarz i liczne budynki z przełomu XIX i XX wieku.

## Zabytki
Według rejestru zabytków NID na listę zabytków wpisany jest zespół pałacowy, nr rej.: A-741 z 21 grudnia 1972 i z 24 lutego 1978:
- pałac, koniec XVII wieku, 1888, 1955
- park w stylu angielskim, XVIII–XIX wiek. Na zakończeniu alei lipowej altana chińska z ok. 1850. W parku m.in. figura szlachcica z 1756 pochodząca z Gdańska oraz złamana kolumna na wyspie. W północnej jego części niewielki obelisk z dewizą Venez voir ma Solitude („Przyjdź zobaczyć moją samotnię”)
- kaplica grobowa Sierakowskich, wybudowana według planów architekta Johanna Eduarda Jacobsthala z Berlina, obecnie kościół parafialny pw. św. Maksymiliana Kolbe, 1873, nr rej.: A-1390 z 16 czerwca 1993.

## Demografia
Liczba mieszkańców: 877 (30.06.2015)